# Château de Maxilly
Le château de Maxilly, dit de Blonay, est un ancien château de la fin du XIIIe siècle, situé sur la commune de Maxilly-sur-Léman une commune française, dans le département de la Haute-Savoie en région Auvergne-Rhône-Alpes.

## Situation
Le château est installé au nord du chef-lieu de Maxilly, dans le pays de Gavot, dominant le nant Coupy et le Léman.

## Historique
Le château, ainsi que la seigneurie, entre dans les possessions, vers la fin du XIIIe siècle, de la famille de Blonay, par le mariage de Raoul avec l'héritière de Maxilly. Il devient une annexe de leur château de Saint-Paul.
La dame de Maxilly, Alice ou Alix de Blonay, femme du baron Raoul, fait d'ailleurs l'objet d'une légende.
Il est vendu aux ducs de Savoie en 1514, puis à nouveau racheté par les Blonay en 1528.
Durant l'occupation de la partie nord du duché de Savoie par les troupes réformées valaisannes, à partir de 1536, le château devient la propriété des Graffenried de Berne. Maxilly est d'ailleurs la seule paroisse de cette région à être occupée, devenant ainsi une enclave protestante dans cette partie du Chablais. Les Graffenried vendent le château et une partie de la seigneurie aux Melchiton, le 19 mars 1562. La seconde partie revient aux Blonay. Plusieurs familles se disputeront l'héritage des Melchiton, en 1615 la propriété est maintenu à Paul-Aimé de Melchiton. Sa veuve se remarie avec un noble de Chatillon. En 1625, le château est rétrocédé aux Blonay.
Le château tombe peu à peu en ruines et les Blonay font construire une maison neuve à proximité.
En 1880, M.J.-C. Gerecke fait l'acquisition du domaine et engage un certain nombre de travaux.

## Description
Le château se présente sous la forme d'un plan en rectangle de 10 mètres sur 25 mètres. Dans son angle sud-ouest, se trouve une tour carrée de 4,20 mètres sur 4 mètres.
La partie orientale est décrite comme ruînée dans les années 1950 par l'historien Louis Blondel.